# 博亚诺语
博亚诺语是一种南岛语，主要使用于苏拉威西岛中部。博亚诺语是印尼博亚诺村的主要语言。博亚诺村周围居民主要操托米尼语。因此博亚诺语与托米尼语相似。